# Penny Marshall
Carole Penny Marshall (n. 15 octombrie 1943, New York City, New York, SUA – d. 17 decembrie 2018, Los Angeles, California, SUA) a fost o actriță, producătoare și regizoare americană.
După ce a jucat câteva roluri mici în televiziune a fost aleasă să o interpreteze pe Laverne DeFazio în sitcomul Laverne and Shirley. Un mare succes, serialul a rulat din 1976 până în 1983, iar Marshall a primit trei nominalizări la Globul de Aur pentru interpretarea ei .
A devenit regizoare de film, realizând producții ca Big (1988), primul film regizat de o femeie și care a avut încasări de peste 100 milioane $, Revenire la viață (1990), care a fost nominalizat la Premiul Oscar pentru cel mai bun film și A League of Their Own (1992). De asemenea, a fost producătoarea unor filme ca Cinderella Man (2005) și Bewitched (2005), cât și a unor episoade din serialul According to Jim (2009).